# Nicolás Pérez González
Pour les articles homonymes, voir Pérez et González.
Nicolás Pérez González, né le 6 décembre 1927 à Asuncion et mort dans la même ville le 16 mai 1991, est un chanteur et compositeur paraguayen ; il intègre le Chœur Polyphonique du Ateneo Paraguayen en 1943. Un an plus tard, il obtient une bourse dans l'École Nationale de Chant, où il étudie avec Sofia Mendoza pendant cinq ans.

## Biographie
En 1950, à Buenos Aires, il étudie la composition avec le maestro Francisco Alvarenga, qui est alors un des grands noms de la création, de la direction et de la diffusion de la musique paraguayenne. Entre 1951 et 1953, il étudie la technique vocale avec Faroni Fainghaus, à São Paulo.
Au début des années 60, il s’établit à Paris, où il étudie entre 1966 et 1971, l'harmonie, le contrepoint, l'orchestration et la composition, avec Gerardo Guevara et Carlos Tuxen-Bang.
Comme chanteur, il s'initie au lyrique et décide d'être dans la musique populaire, dans laquelle a obtenu ses majeures réussites artistiques. Il a intégré le trio Los Cangrejos avec lequel il a agi par espace de 10 ans. Déjà à Paris, il a été membre fondateur de Los Calchakis, ensemble de musique populaire latino-américaine établi en France, avec lequel a travaillé aussi bien qu'arrangeur musical et vocaliste, enregistrant plus de vingt disques.
Puis, il fonde en 1977, le groupe Ayacucho avec son fils (Nicolas Perez Gonzalez), musique folklorique latino-américaine.
En tant que chanteur et instrumentiste, il s'est produit en Amérique, en Europe, en Asie et en Afrique. Il a également fait la voix off pour le doublage en espagnol de plusieurs films et, en tant que récitant, il a créé la cantate Llanto por Ignacio Sánchez Mejía, de Mauricio Ohana, sur une poésie de Federico García Lorca.
Après quarante ans d'exil, il rentre au Paraguay en 1989, après la chute de la dictature du général Alfredo Stroessner (1954-1989). Il a participé activement au mouvement culturel et musical en donnant des conférences sur des thèmes de sa spécialité.
Il meurt à Asuncion le 16 mai 1991. Cette même année, ses amis ont fondé, en sa mémoire, le Cercle Paraguayen de Musique Contemporaine Nicolás Pérez González.

## Reconnaissance
Il a obtenu de nombreuses reconnaissances et de prix pour ses œuvres, entre autres les Jeux Florales Marianos d'Asuncion (1954), le Concours musical pour le carnaval asunceno (1955) et en 1976 pour son œuvre Tarumá, sélectionnée par l'Institut Francesco Canneti, de Vicenza (Italie).

## Œuvres
- 1966 : Mangoré, pour guitare. Trois chansons paraguayennes en guaraní, pour voix et guitare.
- 1967 : Mbaraka pu, suite pour guitare. Trois jouets cassés, pour voix et guitare.
- 1968 : Citron, pour voix et percussion. Lettre, pour voix et percussion.
- 1968-1971 : Neuf poèmes du Grand Zoo, pour voix, flauta et guitare.
- 1970 : Il choisissait, cantate.
- 1971 : Malambo í, pour orchestre. Miniatures ironiques, pour voix et guitare.
- 1972 : Mort de Perurimá, pour récitante et sept instruments. Je-ro-ky, pour flauta.
- 1973 : Chanson des trois moitiés, pour voix et piano.
- 1975 : Kurupi, pour quatuor de métaux, étrennée à Rome : suite symphonique Asunción Fleurs, Promenade, pour guitare.
- 1976 : Tarumá, pour huit instruments, Triade, pour trois instruments.
- 1978 : Nous, les innombrables, cantate populaire. Mborevi, pour deux guitares.
- 1984 : Kambi-Kamba, pour voix, piano et maraca. Histoire d'oiseaux desplumados, chansons.
- 1985 : Quatre délires, chansons.
- 1969 : En matière de musique pour des films a écrit The Rush (La bulla du diamant), pour la télévision du Venezuela.
- 1970-1972 : Mise en musique d'une série de programmes culturels de la télévision espagnole et française.
- 1975 : Noir, pour la télévision de la France et de la Belgique.
- 1976-1977 : pour théâtre, musique de Le pays des larmes, de Gustavo Gap, représentée à Paris et en des provinces de la France. Pour radiotheatre a écrit Pedro Páramo de Juan Rulfo pour la Radio Télévision Suisse Romande ; Lui Moine pour France Culture.